# Jürgen Ritter (Mathematiker)
Jürgen Ritter (* 18. Januar 1943 in Bergneustadt; † 9. März 2021) war ein deutscher Mathematiker.

## Leben
Er erwarb 1966 das Diplom in Mathematik an der Universität Tübingen, 1969 den Dr. rer. nat. an der Universität Heidelberg bei Peter Roquette und 1976 die Habilitation in Mathematik an der Universität Heidelberg. Er war von 1977 bis 1978 Professor für Mathematik an der TU Berlin, von 1978 bis 1982 Professor für Mathematik, Universität Heidelberg und von 1982 bis 2008 Lehrstuhlinhaber für Algebra und Zahlentheorie Universität Augsburg.

## Schriften (Auswahl)
- Hg.: Representation theory and number theory in connection with the local Langlands conjecture. Proceedings. Providence 1989, ISBN 0-8218-5093-8.
- mit Gerhard Frey (Hg.): Algebra and number theory. Proceedings of a conference held at the Institute of Experimental Mathematics, University of Essen (Germany), December 2-4, 1992. Berlin 1994, ISBN 3-11-014250-3.